# Port-en-Bessin-Huppain
Port-en-Bessin-Huppain est une commune française, située dans le département du Calvados en région Normandie, peuplée de 1 888 habitants.
Son histoire remonte à la fin de l'Âge du bronze et son destin est lié à la mer ainsi qu'en témoigne sa devise : Res nostra mare (la mer est notre métier).
Il abrite depuis le Moyen Âge les pêcheurs locaux et les navires de passage qu'ils soient marchands ou guerriers.
Ce havre naturel dans une faille de la côte du Bessin a été le « Port des Évêques » de Bayeux jusqu'à la Révolution. Au XVe siècle, le 59e prélat de cette cité épiscopale y fait creuser un bassin d'échouage qu'une tempête détruit en 1622.
Du  XVIIe au milieu du XIXe siècle, il gardera son statut de refuge naturel sans que des aménagements n'y soient réalisés malgré 250 années de pétitions des Portais, de mémoires, de rapports et de projets divers.
La reconstruction du port n'interviendra qu'à partir de 1860. Deux môles préfigureront l'avant-port et la création successive d'un premier puis d'un second bassin sera à l'origine du port à flot actuel.
Port-en-Bessin est dédié à la pêche au poisson frais et à la coquille Saint-Jacques et depuis fin 2015, il s'affirme dans l'activité de la réparation navale à l'échelle de la Normandie.

## Géographie

### Localisation
La commune de Port-en-Bessin-Huppain se trouve dans le département du Calvados, en région Normandie.
Les communes les plus proches sont : 
Commes (1,6 km), Maisons (3,3 km), Sainte-Honorine-des-Pertes (3,8 km), Étréham (3,9 km), Longues-sur-Mer (4,4 km), Russy (4,9 km), Sully (5,1 km), Tour-en-Bessin (5,6 km).
|                                                         | Mer de la Manche       |        |
| Aure sur Mer (comm. dél. de Sainte-Honorine-des-Pertes) | Port-en-Bessin-Huppain | Commes |
| Aure sur Mer (comm. dél. de Russy)                      | Étréham, Maisons       |        |

Port-en-Bessin est une commune littorale du pays du Bessin, souvent appelée simplement « Port » par ses habitants. Son bourg est à 9 km au nord-ouest de Bayeux et à 15 km à l'est de Trévières. Les deux cités de Port-en-Bessin et Huppain ont fusionné en 1972 pour ne faire plus qu'une commune qui englobe aussi les hameaux de Villiers-sur-Port et de Neuville.
Le port est situé dans une anfractuosité de hautes falaises bordant la Manche entre celle du Castel à l'est (la plus haute des deux), et celle de Huppain à l'ouest.
Le point culminant (74-75 m) se situe en limite ouest, près du lieu-dit Villiers-sur-Port.

### Géologie
Les falaises sont constituées de marnes de Port. Ces marnes, dont Port-en-Bessin a donné le nom, datent du Bathonien (−167 à −164 millions d'années) et reposent sur une couche de calcaire à spongiaires du Bajocien. Les couches de passage Bajocien-Bathonien affleurent au niveau de l'estran au pied des falaises,,.
À 3 km au sud de Port-en-Bessin, sur le territoire de Maisons, ce calcaire se rencontre au niveau d'un escarpement d'une cinquantaine de mètres de hauteur et orienté Est-Ouest. Ce relief barre l'accès à la mer de l'Aure qui se ramifie en plusieurs bras sinueux et s'enfonce de quelques mètres à la faveur de la faille Est-Ouest qui a abaissé le compartiment nord. Les bras aboutissent dans des « fosses » (dolines) qui jalonnent le cours d'eau sur environ 600 m. Un panneau a été installé par le Comité Régional de Spéléologie de Normandie pour préciser la spéléogenèse des pertes de l'Aure. La fosse du Soucy, dont le nom issu du latin subsidere indique une perte de cours d'eau, est la plus connue ; mais il en existe d'autres s'ouvrant plus amont : les fosses Grippe Sulais, Tourneresses et Robert. Les eaux se perdent en pénétrant dans ces fosses, suivent des diaclases orientées nord-sud, et réapparaissent en aval dans le port et sur le platier de Port-en-Bessin (zone du littoral du Cirque de Gommes entre la valleuse de Port-en-Bessin et celle de la Goulette de Vary à l'ouest du Bouffay). Cette eau qui jaillit sous pression, donne lieu à des sources artésiennes,. Cette karstification est responsable de nombreuses bétoires et dolines entre Escures et Port-en-Bessin. Ce réseau hydrographique complexe, lié à des résurgences sous-marines dans la plaine des eaux souterraines qui vont des pertes de l'Aure à la mer, constitue le système karstique le plus développé de Basse-Normandie.
Un dépôt de travertin est visible sur la falaise à 2 km à l'ouest de Port-en-Bessin, à 200 m des rochers les Haches.

### Hydrographie

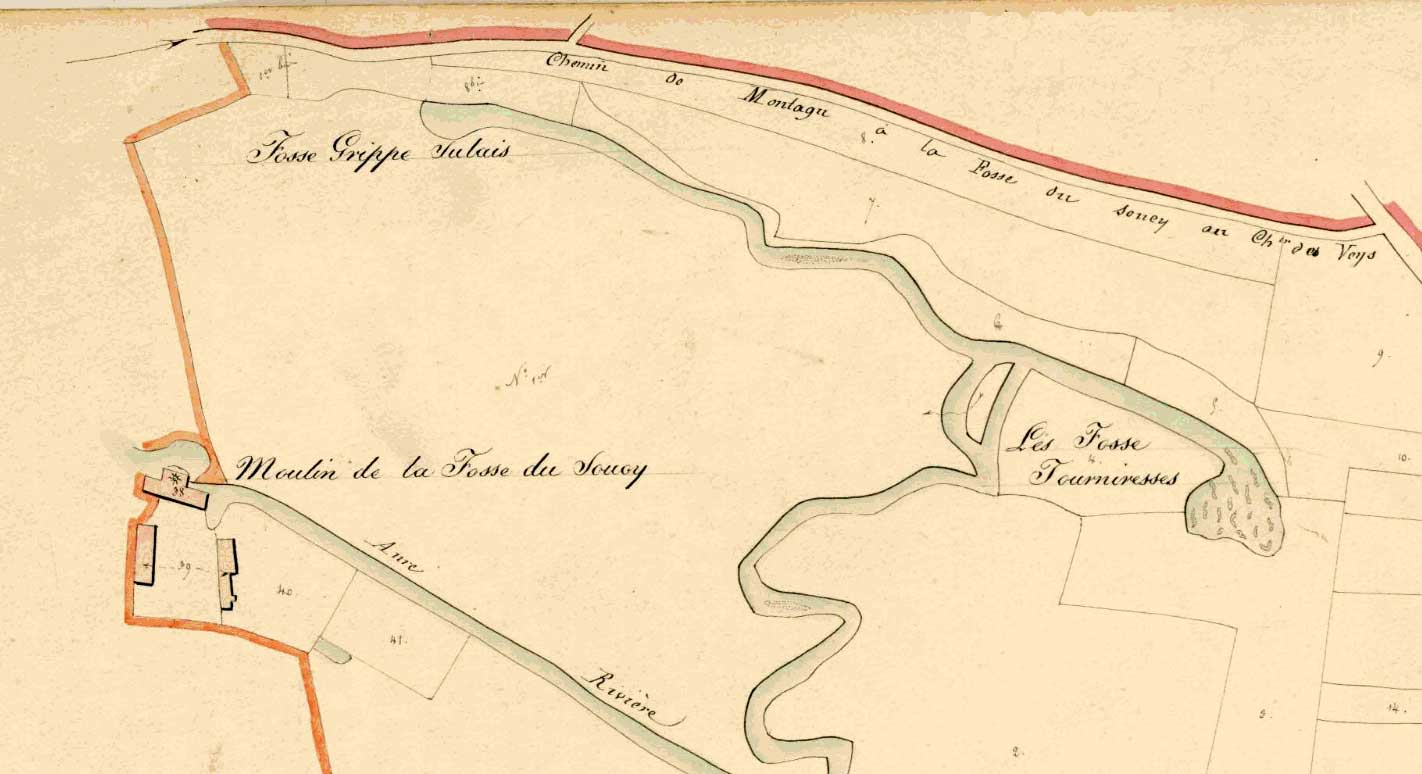
La section A1 de l'Église du cadastre napoléonien (1823) de Maisons (Calvados) montre l'emplacement des différentes fosses dans lesquelles se perd l'Aure.

La commune est située dans le bassin Seine-Normandie. Elle est drainée par le ruisseau de la Fossette et les pertes Karstiques de l'Aure,,.
L'Aure, qui disparaît sous terre au niveau des fosses, pour plonger sous les falaises de la côte, connaît des résurgences sur le platier de Port-en-Bessin. Ce phénomène hydrographique explique qu'au début du XXe siècle, les lavandières de Port lavaient encore leur linge sur la plage, près des flots, ainsi qu'en témoigne une série de photographies anciennes réalisées par le Père Alexandre Dubosq,. Ces résurgences alimentaient également le lavoir très fréquenté du pont au Douet.

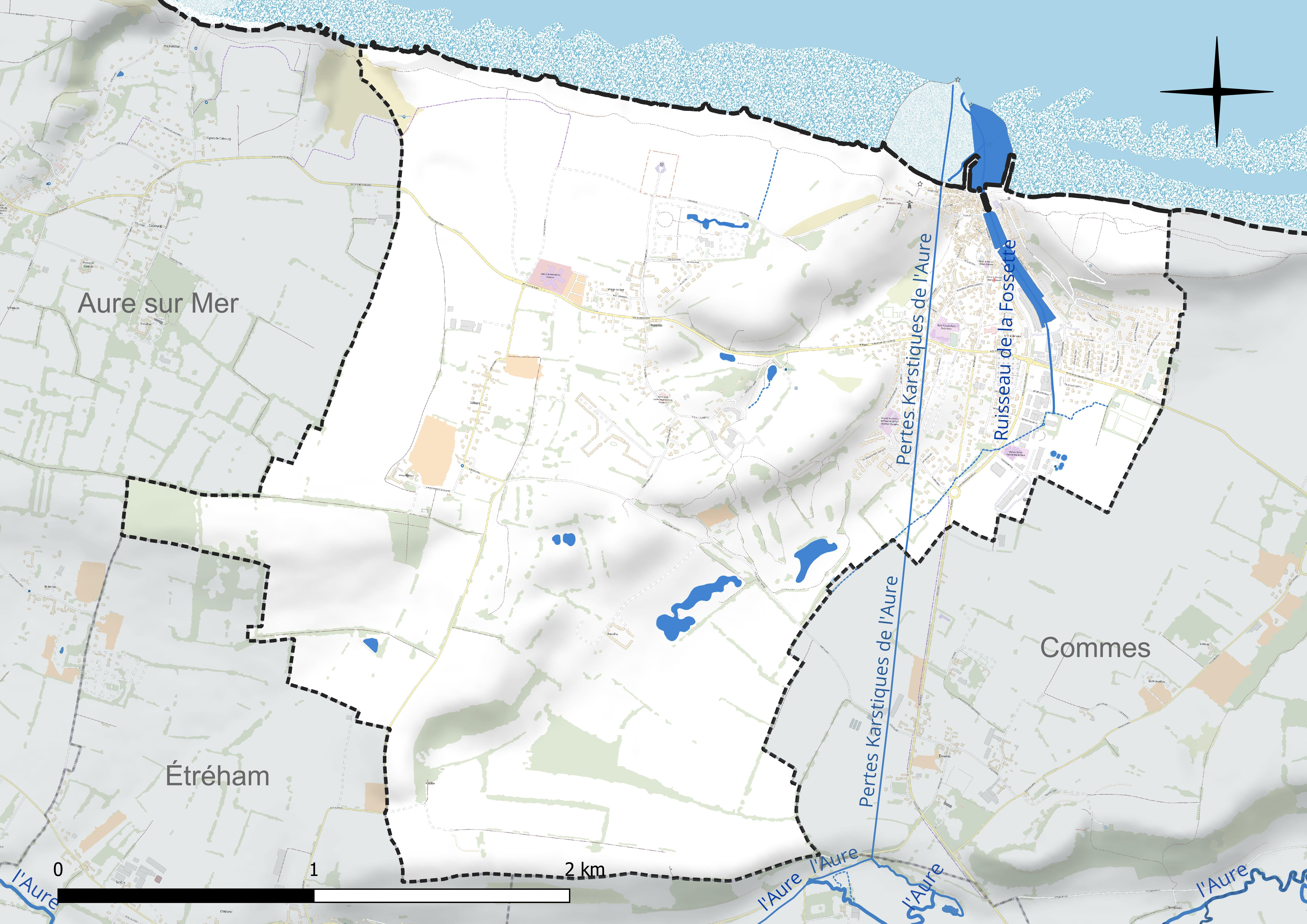
Réseau hydrographique de Port-en-Bessin-Huppain.

### Climat
Pour des articles plus généraux, voir Climat de la Normandie et Climat du Calvados.
En 2010, le climat de la commune est de type climat océanique franc, selon une étude du CNRS s'appuyant sur une série de données couvrant la période 1971-2000. En 2020, Météo-France publie une typologie des climats de la France métropolitaine dans laquelle la commune est exposée à un climat océanique et est dans la région climatique  Normandie (Cotentin, Orne), caractérisée par une pluviométrie relativement élevée (850 mm/a) et un été frais (15,5 °C) et venté. Parallèlement le GIEC normand, un groupe régional d'experts sur le climat, différencie quant à lui, dans une étude de 2020, trois grands types de climats pour la région Normandie, nuancés à une échelle plus fine par les facteurs géographiques locaux. La commune est, selon ce zonage, exposée à un « climat maritime », correspondant au Cotentin et à l'ouest du département de la Manche, frais, humide et pluvieux, où les contrastes pluviométrique et thermique sont parfois très prononcés en quelques kilomètres quand le relief est marqué.
Pour la période 1971-2000, la température annuelle moyenne est de 10,9 °C, avec une amplitude thermique annuelle de 11,4 °C. Le cumul annuel moyen de précipitations est de 785 mm, avec 13,7 jours de précipitations en janvier et 7,9 jours en juillet. Pour la période 1991-2020, la température moyenne annuelle observée sur la station météorologique la plus proche, située sur la commune de Balleroy-sur-Drôme à 19 km à vol d'oiseau, est de 11,2 °C et le cumul annuel moyen de précipitations est de 924,3 mm,. Pour l'avenir, les paramètres climatiques de la commune estimés pour 2050 selon différents scénarios d'émission de gaz à effet de serre sont consultables sur un site dédié publié par Météo-France en novembre 2022.

## Urbanisme

### Typologie
Au 1er janvier 2024, Port-en-Bessin-Huppain est catégorisée bourg rural, selon la nouvelle grille communale de densité à 7 niveaux définie par l'Insee en 2022. Elle est située hors unité urbaine. Par ailleurs la commune fait partie de l'aire d'attraction de Bayeux, dont elle est une commune de la couronne,. Cette aire, qui regroupe 29 communes, est catégorisée dans les aires de moins de 50 000 habitants,.
La commune, bordée par la baie de Seine, est également une commune littorale au sens de la loi du 3 janvier 1986, dite loi littoral. Des dispositions spécifiques d'urbanisme s'y appliquent dès lors afin de préserver les espaces naturels, les sites, les paysages et l'équilibre écologique du littoral, comme le principe d'inconstructibilité, en dehors des espaces urbanisés, sur la bande littorale des 100 mètres, ou plus si le plan local d'urbanisme le prévoit.

### Occupation des sols
L'occupation des sols de la commune, telle qu'elle ressort de la base de données européenne d'occupation biophysique des sols Corine Land Cover (CLC), est marquée par l'importance des territoires agricoles (61,6 % en 2018), en diminution par rapport à 1990 (71,1 %). La répartition détaillée en 2018 est la suivante : terres arables (49,3 %), espaces verts artificialisés, non agricoles (20,4 %), zones urbanisées (15,7 %), prairies (7,6 %), zones agricoles hétérogènes (4,6 %), zones industrielles ou commerciales et réseaux de communication (1 %), zones humides côtières (0,7 %), espaces ouverts, sans ou avec peu de végétation (0,6 %). L'évolution de l'occupation des sols de la commune et de ses infrastructures peut être observée sur les différentes représentations cartographiques du territoire : la carte de Cassini (XVIIIe siècle), la carte d'état-major (1820-1866) et les cartes ou photos aériennes de l'IGN pour la période actuelle (1950 à aujourd'hui).

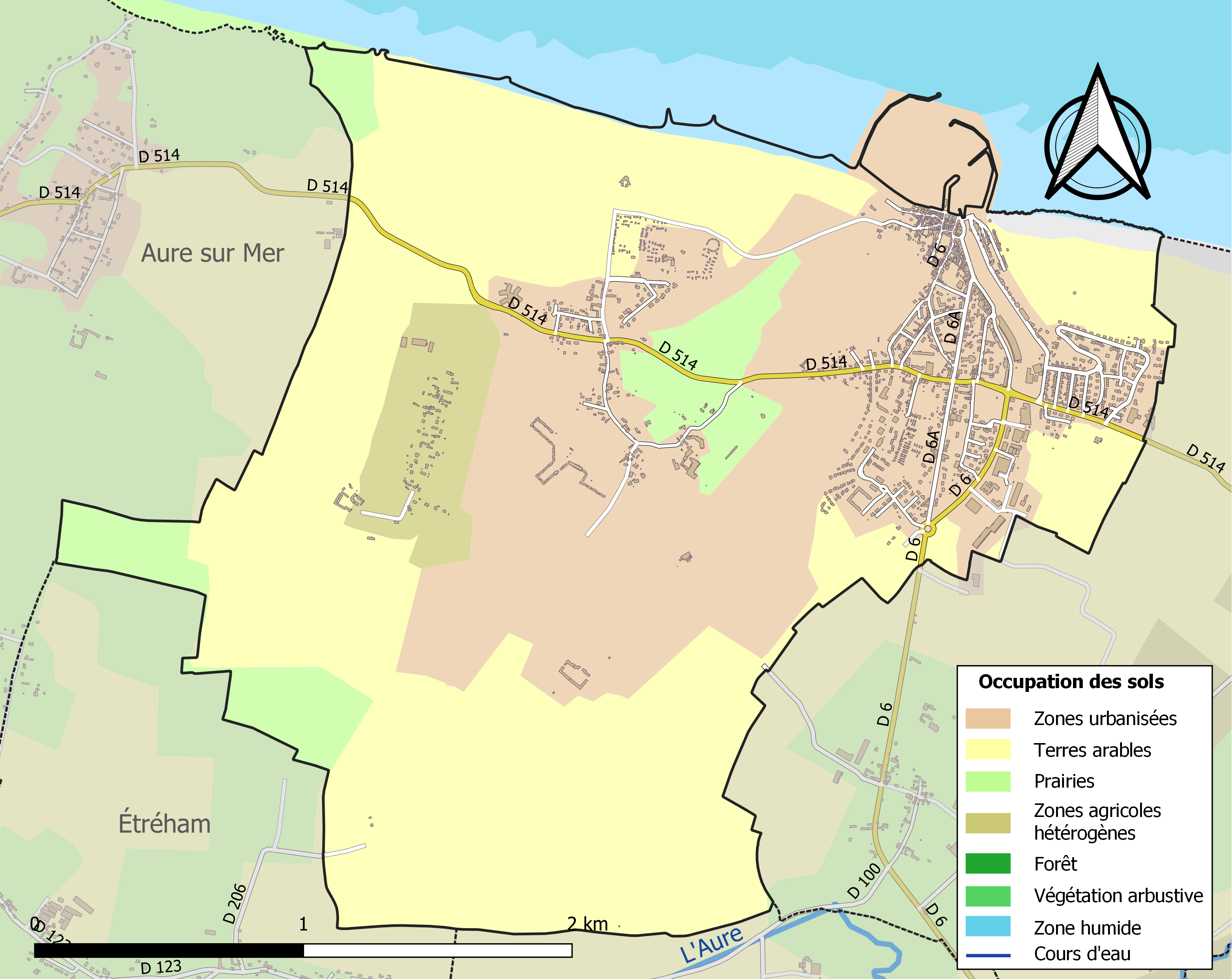
Carte des infrastructures et de l'occupation des sols de la commune en 2018 (CLC).

## Toponymie
Port-en-Bessin est attesté sous la forme Portu en 1035-1036.
Il s'agit de la formation toponymique médiévale fréquente Port, au sens de « port », mot issu du latin portus, « port », « abri ».
 Le déterminant complémentaire -en-Bessin est apparu plus tard.
Huppain est mentionné sous la forme Hupain au XIIIe siècle.
Selon Albert Dauzat et Charles Rostaing, ce toponyme serait formé à partir d'un anthroponyme germanique, Hubbo ou Huppo, et de l'appellatif toponymique germanique heim, « village ».
René Lepelley explique aussi le premier Hup(p)- par un nom de personne, mais un peu différent, à savoir l'anthroponyme anglo-saxon Hubdo ou encore par l'adverbe anglo-saxon up. Dans les deux cas, il est associé à l'anglo-scandinave heimr « maison, village », d'où le sens global de « maison de Hubdo » ou de « village d'en haut ».
Enfin, Ernest Nègre évoque avec prudence un nom de personne germanique Helpinus pris absolument.
Remarques : généralement, les spécialistes comparent Huppain à Surrain à 8 km, attesté sous les formes Surrehain au XIe siècle, puis Surreheim au XIIe siècle, ce qui leur permet de formuler l'hypothèse d'un appellatif germanique heim ou scandinave heimr, plutôt que le saxon ou l'anglo-saxon hām de sens proche (en tout cas pas d'une finale en -anum). En effet, hām a donné la terminaison -ham ou -han que l'on retrouve par exemple dans  Étréham (à 4 km de Huppain). Louis Guinet a supposé que la forme Huppain représentait l'aboutissement d'un croisement, à savoir : le vieux saxon Hubbohâm, dont l'élément -hâm a été influencé par le vieux norrois heimr (il voit dans le premier élément l'anthroponyme vieux saxon Hubbo). L'hypothèse de l'adverbe anglo-saxon up pour expliquer le premier élément est  moins vraisemblable, car cet élément n'a jamais été identifié par ailleurs dans la toponymie normande, ni même aucun adverbe ayant cette origine. La proposition d'Ernest Nègre se heurte au fait que les noms de personnes pris absolument sont rares dans la toponymie normande et que Helpinus aurait dû normalement évoluer en Heupin.
Le gentilé est Portais.

## Histoire

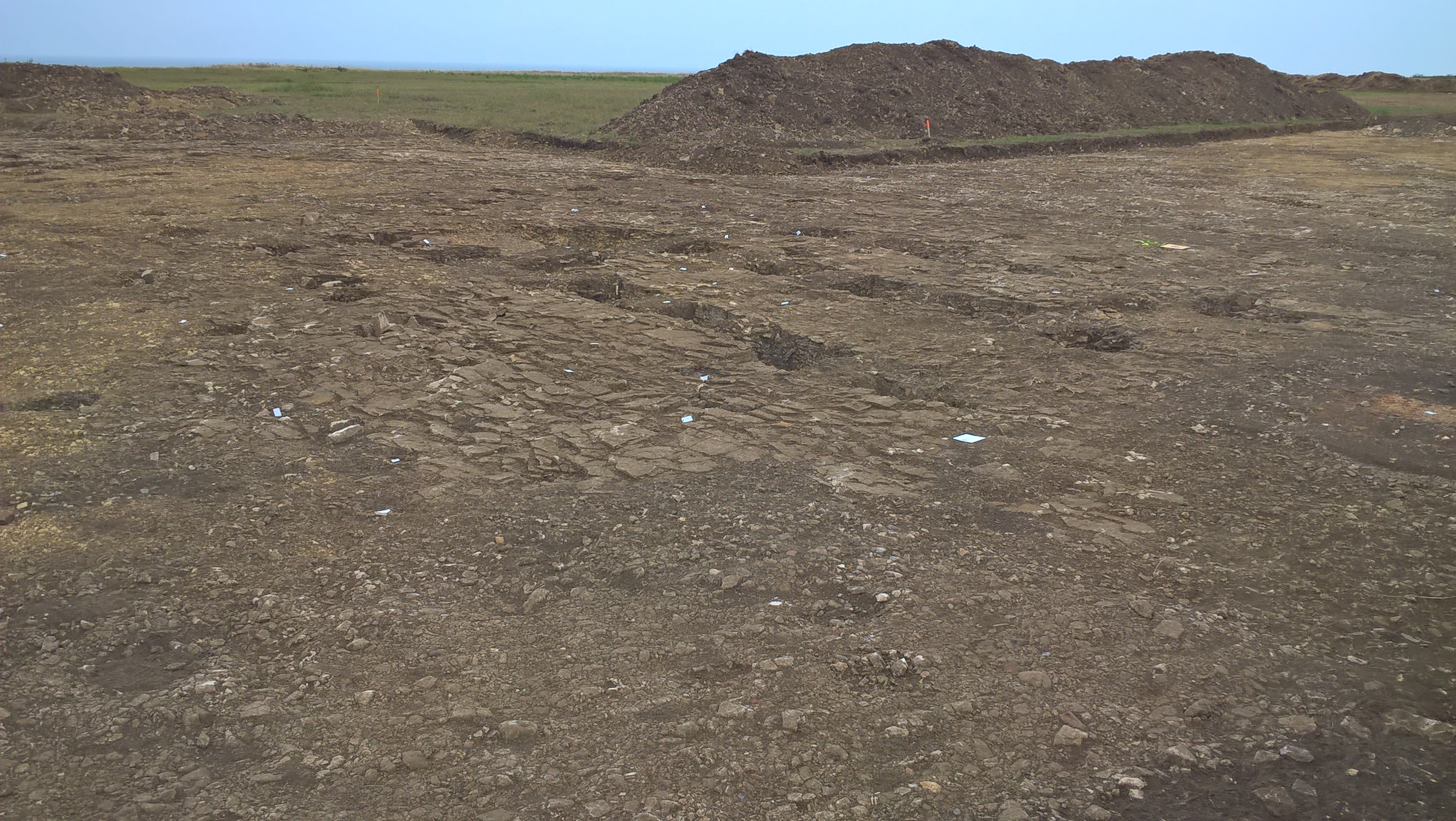
Fouilles du site archéologique du Mont-Castel en 2018.

Des fouilles menées au mont Castel en 2014 ont permis de confirmer une occupation du site dès la protohistoire. « Si une fréquentation du Mont Castel durant la protohistoire semblait attestée, la nature et la chronologie de cette fréquentation restaient à mettre en évidence. La topographie et les quelques informations disponibles orientent la réflexion vers un site fortifié de hauteur de La Tène finale (de 150-30 avant notre ère), de type oppidum, implanté en un lieu remarquable et éminemment stratégique depuis la fin l'âge du Bronze (1350-800 avant notre ère). Une campagne de sondage a été réalisée en 2010, dans un contexte d'urgence à la suite de la découverte d'un vaste pillage sur le site. Ces tests ont confirmé les premières hypothèses : le site est occupé durant l'âge du Bronze final puis voit la construction de fortifications à l'extrême fin de l'âge du Fer. Durant ces sondages, de l'armement romain a été mis au jour (bouterolle de glaive, trait de baliste ou de scorpion, balles de fronde en plomb…) ». Ces découvertes contribuent à conforter l'hypothèse selon laquelle les premiers camps militaires romains se seraient implantés sur les oppida à la fin de la conquête avant d'être déplacés à l'écart de ces noyaux urbains dès la période augustéenne.
Le port est donc occupé à l'époque gallo-romaine. Plus tard, il constitue peut-être un élément du litus Saxonicum et serait probablement, selon, entre autres, Camille Jullian et André Chastagnol ou encore Donald A. White, l'établissement romain mentionné dans la Notitia dignitatum sous le nom de Grannona, littéralement Grannona in litore Saxonico,,,. Toutefois, l'identification et l'attribution de Port-en-Bessin comme étant l'antique site portuaire de Grannona ne sont pas unanimement accréditées.
Après la fondation du duché de Normandie, Il accueille une partie des chantiers navals de Guillaume le Bâtard qui préparait sa flotte pour envahir l'Angleterre.[réf. souhaitée]. C'est son frère naturel, Eudes, évêque de Bayeux qui y fit construire quarante navires qui viendront grossir la flotte du duc de Normandie.
Les premières installations portuaires remontent au XVe siècle et sont dues au 59e évêque de Bayeux, Louis d'Harcourt, qui fait construire deux jetées et un bassin en 1475. Le village de Port faisait en effet partie du domaine des évêques de Bayeux qui le considéraient comme leur ouverture sur la mer. Le bassin est alors séparé en deux par un pont-écluse avec, d'une part, le bassin d'échouage et de l'autre, le bassin de chasse. Fragile et mal protégé, l'ouvrage est complètement détruit lors d'une tempête en 1622. Faute d'entretien, le bassin s'ensable et se comble. Le commerce de peaux, de drap et d'étamine décline, Bayeux ne disposant plus de son débouché en mer. Par ricochet, Port perd de son activité même si perdure le commerce du beurre et du cidre jusqu'à Rouen.
Sous Louis XIV, Sébastien Le Prestre de Vauban, qui est à la recherche de sites propices à la construction de ports militaires, envisage un projet à Port-en-Bessin. C'est ainsi que sont édifiées une casemate équipée de trois canons sur la falaise du Castel puis une batterie et un magasin à poudre, en face, sur la falaise de Huppain. Seul subsiste le premier ouvrage appelé de nos jours Tour Vauban. Mais Cherbourg a finalement la préférence et le projet ne va pas plus loin.
À la fin du XVIIe siècle, l'évêque de Bayeux fait construire des cabestans pour permettre aux pêcheurs de tirer plus aisément leurs embarcations au sec en haut de la plage de galets. Ces cabestans sont répartis sur cinq cales. Le dernier d'entre eux sera détruit en 1867 lors de la construction des nouveaux bassins.
Au XVIIIe siècle, le site est signalé à Louis XV comme le plus favorable sur la Manche pour y installer un port susceptible de servir de retraite à la marine et de protéger le commerce de la France.
Les projets se succèdent mais ne se réalisent pas malgré les pétitions des pêcheurs et les réclamations des notables et bourgeois de Bayeux. Plusieurs facteurs peuvent expliquer ce frein au développement de Port : les difficultés techniques dues aux courants et à la géologie, notamment ; les considérations économiques, les propositions étant considérées trop onéreuses ; les raisons politiques enfin dont la concurrence avec Caen qui avait besoin aussi d'infrastructures.
En 1824, Huppain (64 habitants en 1821) absorbe Neuville-sur-Port (22 habitants, au sud de Huppain) et Villers-sur-Port (99 habitants, à l'ouest).
Ce n'est qu'au milieu du XIXe siècle que Port est classé port de refuge et que l'État accorde des crédits à sa reconstruction. Les travaux, commencés en 1845, se terminent en 1864. Mais le port, très exposé aux vents surtout en hiver, ne joue pas son rôle. Le conseil municipal de Port demande dès 1866 la construction d'un port intérieur d'échouage. Dix ans plus tard, l'État y donne suite mais le bassin s'avère vite insuffisant et un second est construit, de 1882 à 1886, qui communique avec le premier par un chenal. La population et la prospérité de Port augmentent. Des projets d'agrandissement se multiplient mais ne sont pas mis en œuvre dans le contexte des deux conflits mondiaux.

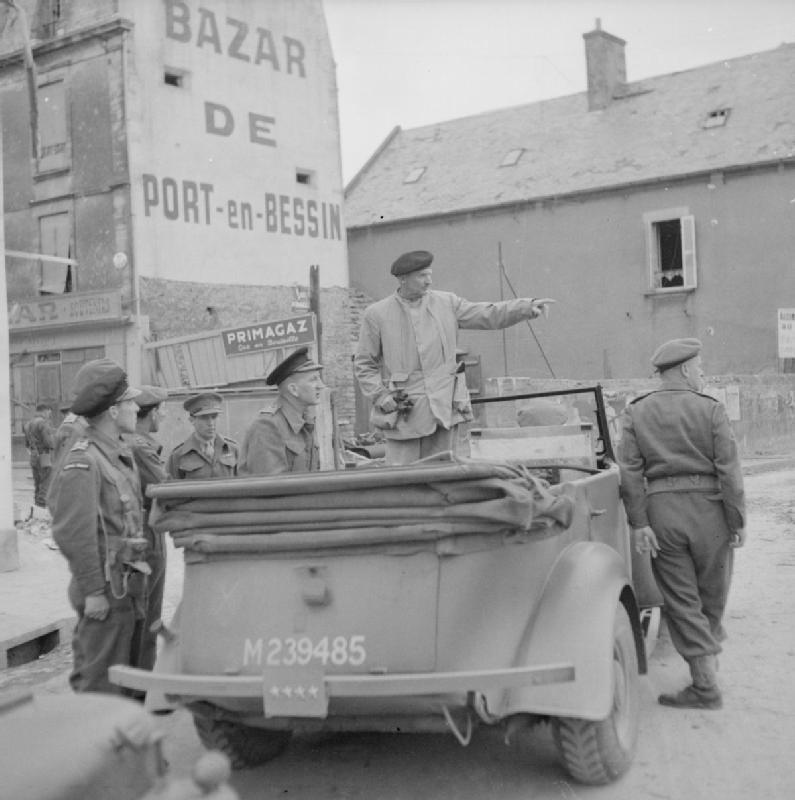
Le général Bernard Montgomery avec des officiers de l'armée et de la marine britanniques à Port-en-Bessin le 10 juin 1944.

Libéré le 8 juin 1944 par le 47e Royal Marines Commando (en), lors de l'opération Overlord, Port-en-Bessin devient dès le 16 juin un port de ravitaillement pétrolier du Débarquement en étant la tête de réseau d'un système de pipelines dressé entre le port et les grands réservoirs du Mont Cauvin, situé près de Sainte-Honorine-des-Pertes. Ce système est destiné à ravitailler les armées des alliés en carburant. Fin août 1944, ce système est complété par l'opération PLUTO (Pipe Line Under The Ocean), qui voit la pose d'oléoducs entre l'île de Wight et Querqueville près de Cherbourg. La mise en service du port de Cherbourg entraîne le démontage des installations de Port-en-Bessin en octobre 1944.

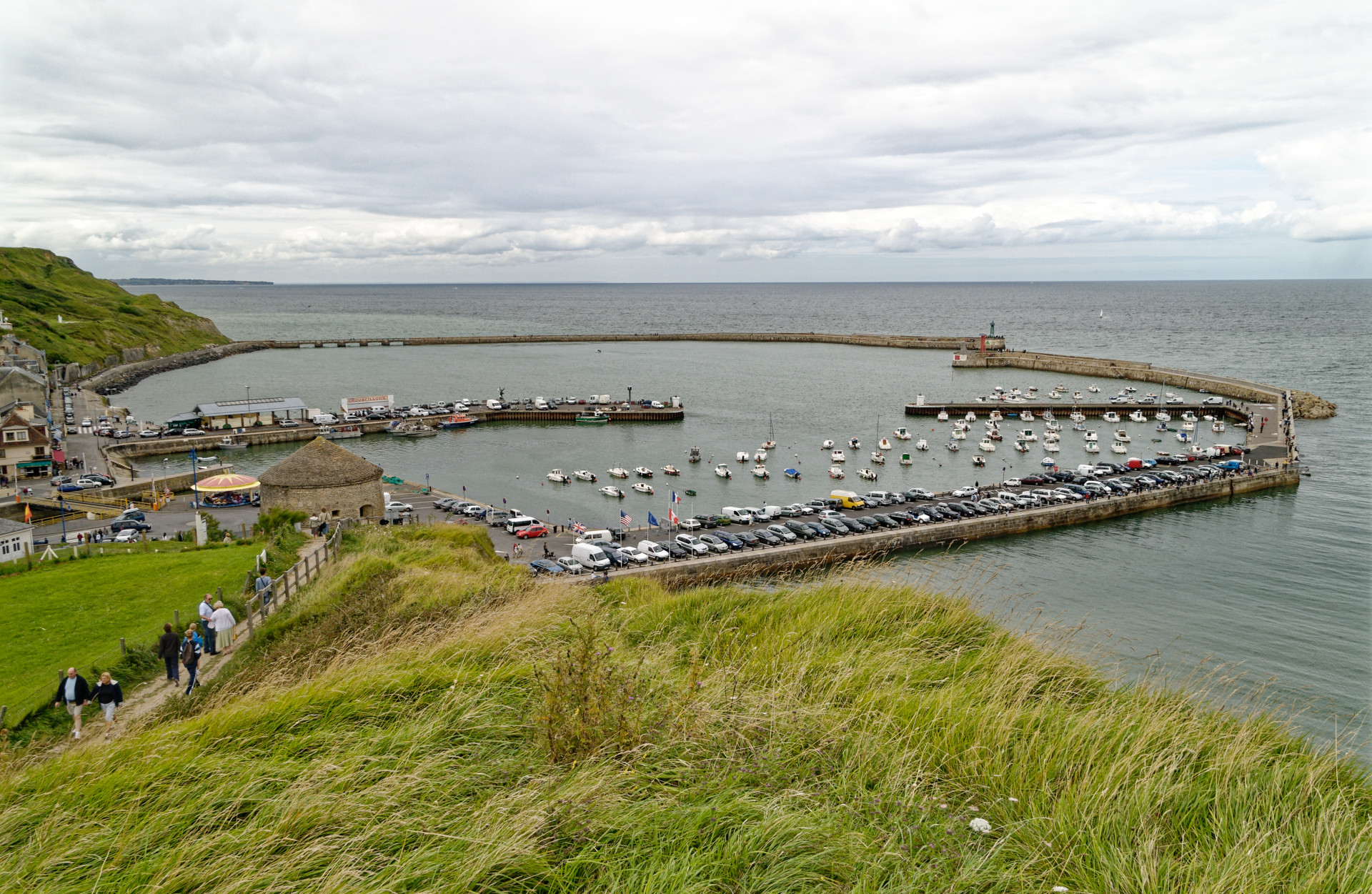
Avant-port de Port-en-Bessin.

À la Reconstruction, l'avant-port fait l'objet d'aménagements pour y améliorer la sécurité.
En 1970, des travaux sont lancés pour construire un troisième bassin mais sont abandonnés : les eaux souterraines provenant des Fosses de Soucy coulent en effet sous les terrains à déblayer et plus les travaux d'excavation avancent, plus le chantier est inondé. Les travaux se limiteront en conséquence à un agrandissement du second bassin.
Les communes de Port-en-Bessin et de Huppain s'associent le 1er octobre 1972.
Devenu premier port de pêche de la Basse-Normandie, Port-en-Bessin connaît la consécration avec la création de la halle à marée (la criée) en 1975. L'activité halieutique est désormais pratiquée à tous ses stades économiques.

## Politique et administration
| Période      | Période      | Identité            | Étiquette | Qualité |
| ------------ | ------------ | ------------------- | --------- | --- |
| octobre 1972 | mars 2001    | Camille Huet        | GÉ        | Médecin généraliste retraitée Conseillère régionale de Basse-Normandie (1992 → 1998) Suppléante du député CNIP François d'Harcourt (1973 → 1981) |
| mars 2001    | mars 2008    | Lucien Sachet       |           | Principal de collège |
| mars 2008    | juillet 2020 | Pierre-Albert Cavey | DVD       | Médecin |
| juillet 2020 | En cours     | Christophe Van Roye | SE        | Directeur général de Copéport et de l'Armement normand                                                                                           |

Le conseil municipal est composé de dix-neuf membres dont le maire et cinq adjoints. L'un des conseillers est maire délégué de la commune associée de Huppain.

### Aménagements portuaires
Fin 2015, le port a été équipé d'un élévateur à bateaux d'une capacité portante de 10 à 300 tonnes. À cette occasion, plusieurs équipements complémentaires ont été créés : deux aires techniques permettant d'accueillir simultanément cinq bateaux ; quarante nouvelles cases d'armement ; des bâtiments techniques d'exploitation ; une cale de mise à l'eau et deux aires de tri de déchets aux normes actuelles.
En 2018-2019, des travaux de restructuration des épis est et ouest ainsi que du môle est du port ont été entrepris par le département du Calvados.

## Population et société

### Évolution démographique
L'évolution du nombre d'habitants est connue à travers les recensements de la population effectués dans la commune depuis 1793. Pour les communes de moins de 10 000 habitants, une enquête de recensement portant sur toute la population est réalisée tous les cinq ans, les populations de référence des années intermédiaires étant quant à elles estimées par interpolation ou extrapolation. Pour la commune, le premier recensement exhaustif entrant dans le cadre du nouveau dispositif a été réalisé en 2004.
En 2022, la commune comptait 1 888 habitants, en évolution de −2,83 % par rapport à 2016 (Calvados : +1,58 %, France hors Mayotte : +2,11 %).
Port-en-Bessin-Huppain est la commune la plus peuplée du canton de Ryes.
| 1793 | 1800 | 1806 | 1821 | 1831 | 1836 | 1841 | 1846 | 1851 |
| ---- | ---- | ---- | ---- | ---- | ---- | ---- | ---- | ---- |
| 580  | 540  | 628  | 550  | 630  | 674  | 676  | 782  | 842  |

| 1856 | 1861 | 1866 | 1872  | 1876  | 1881  | 1886  | 1891  | 1896  |
| ---- | ---- | ---- | ----- | ----- | ----- | ----- | ----- | ----- |
| 812  | 870  | 928  | 1 001 | 1 020 | 1 129 | 1 164 | 1 272 | 1 354 |

| 1901  | 1906  | 1911  | 1921  | 1926  | 1931  | 1936  | 1946  | 1954  |
| ----- | ----- | ----- | ----- | ----- | ----- | ----- | ----- | ----- |
| 1 447 | 1 443 | 1 456 | 1 335 | 1 316 | 1 408 | 1 494 | 1 314 | 1 560 |

| 1962  | 1968  | 1975  | 1982  | 1990  | 1999  | 2004  | 2006  | 2009  |
| ----- | ----- | ----- | ----- | ----- | ----- | ----- | ----- | ----- |
| 1 737 | 1 891 | 2 388 | 2 332 | 2 308 | 2 139 | 2 005 | 1 958 | 2 141 |

| 2014  | 2019  | 2022  | - | - | - | - | - | - |
| ----- | ----- | ----- | - | - | - | - | - | - |
| 1 950 | 1 938 | 1 888 | - | - | - | - | - | - |

### Emploi, chômage et logement
Selon les données 2015 de l'INSEE, la commune compte  1 080 emplois dont 85 % salariés. Le taux de chômage des 15-64 ans s'élève à 15,3 % de la population. La part des ménages propriétaires de leur résidence principale est de 53 % et 27,2 % des logements de la commune sont des résidences secondaires.

### Culte
Port-en-Bessin-Huppain se situe dans le diocèse catholique de Bayeux-Lisieux et relève du pôle missionnaire de Bayeux. La commune fait partie de la paroisse Notre-Dame des Flots qui regroupe six communes (Bayeux, Port-en-Bessin-Huppain, Isigny-sur-Mer, Trévières, Le Molay-Littry et Tilly-sur-Seulles). Les messes dominicales du samedi soir et du dimanche matin sont célébrées à tour de rôle dans les églises de la paroisse et en ce qui concerne Port-en-Bessin-Huppain, dans l'église Saint-André.

### Associations locales
La commune regroupe un nombre important d'associations dans le domaine social, des loisirs et de la culture ainsi que des sports et activités de plein-air. Elle dispose notamment d'un « Office municipal du sport » qui programme évènements, tournois et séjours sportifs tout au long de l'année dans le but de promouvoir « l'esprit du sport ».

## Économie

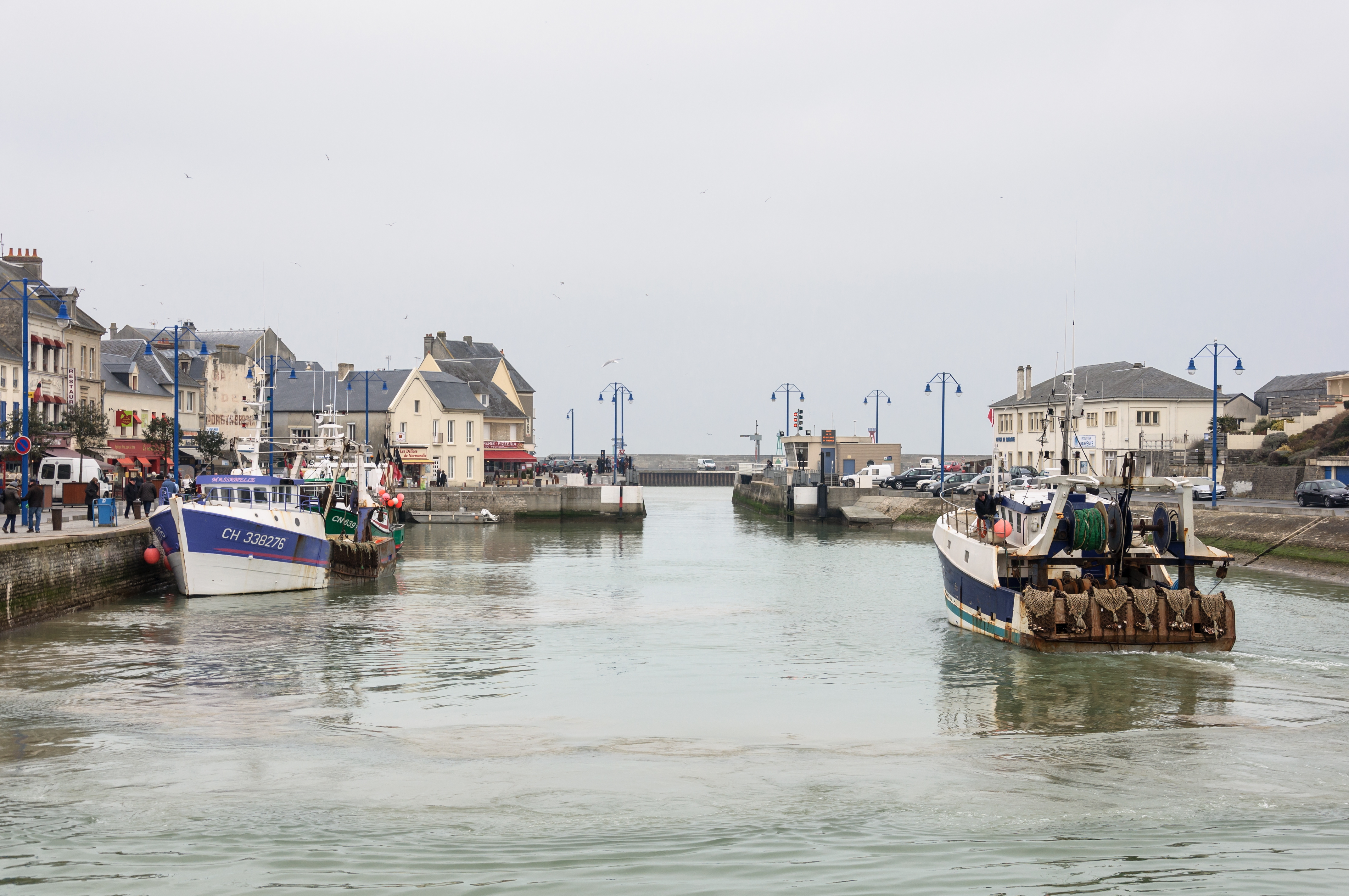
Bateaux de pêche dans le chenal du port.

La commune possède un port de pêche. Il est géré par le département du Calvados. Selon le rapport de France Agri Mer publié en 2014, c'est le neuvième port de pêche de France avec 8 500 tonnes de poissons par an et le deuxième de la Normandie. En 2017, avec 9 500 tonnes de  débarquées, le port est remonté au septième rang national et au premier rang régional. La criée, l'une des plus modernes de France, a réalisé cette année-là 25 millions d'euros de chiffre d'affaires.
Le port s'affirme aussi dans la réparation navale, les entreprises portaises s'étant regroupées et structurées pour créer l'entité Port-en-Bessin naval pro. En 2017, l'élévateur de bateaux, mis en service fin 2015, a ainsi pris en charge 277 unités de pêche ou de plaisance, soit 27 % de plus que l'année précédente.
Les autres secteurs de l'économie locale sont le tourisme et l'industrie. Port-en-Bessin-Huppain est dénommée « commune touristique » depuis mai 2011. Un nouveau circuit d'interprétation, aménagé par Bayeux Intercom, en partenariat avec la commune, est  inauguré en octobre 2019. Il comprend quatorze panneaux historiques, installés dans sept lieux de la commune.

## Culture locale et patrimoine

### Lieux et monuments

#### Places fortes

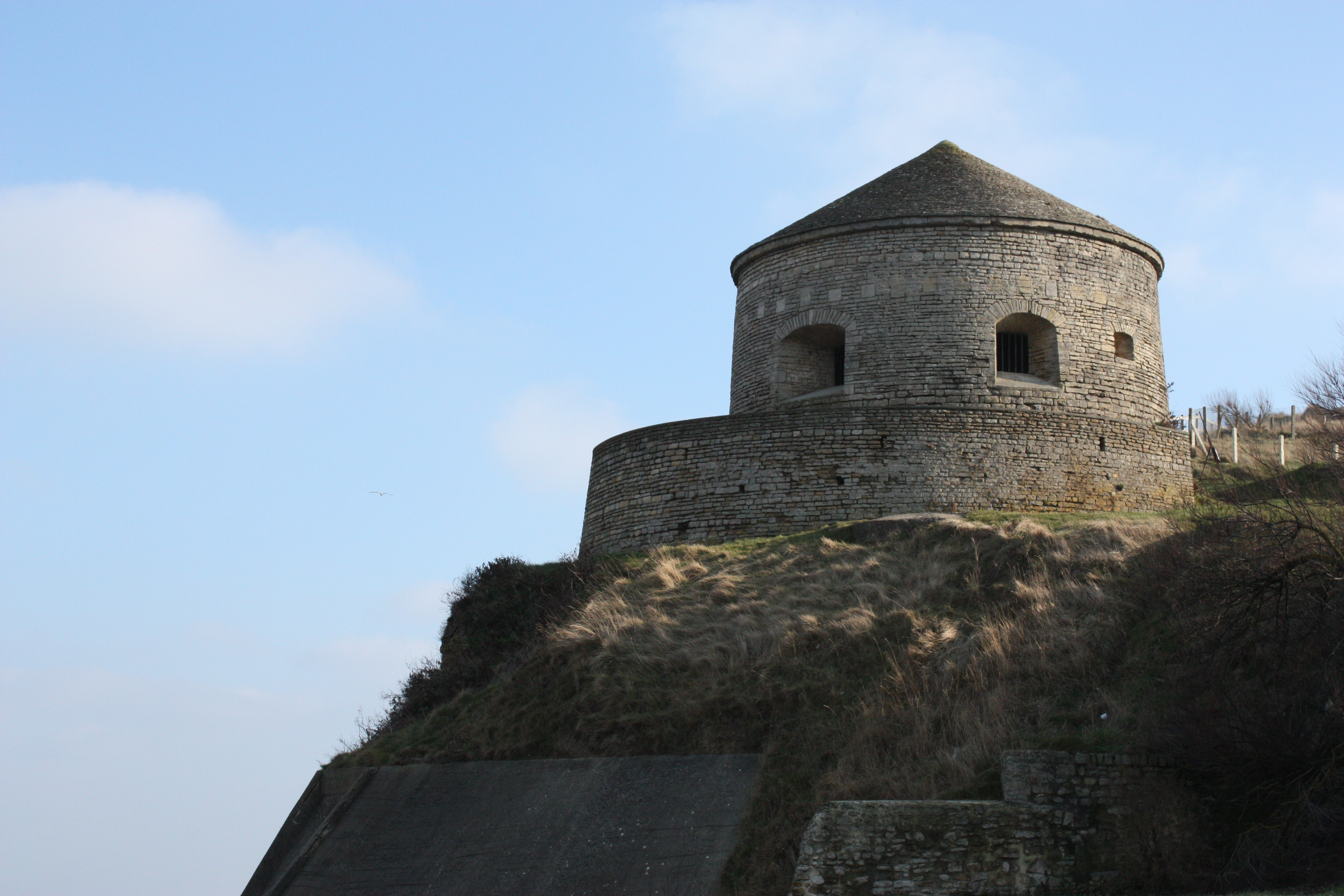
La tour Vauban, construite en 1694 par Benjamin de Combes.

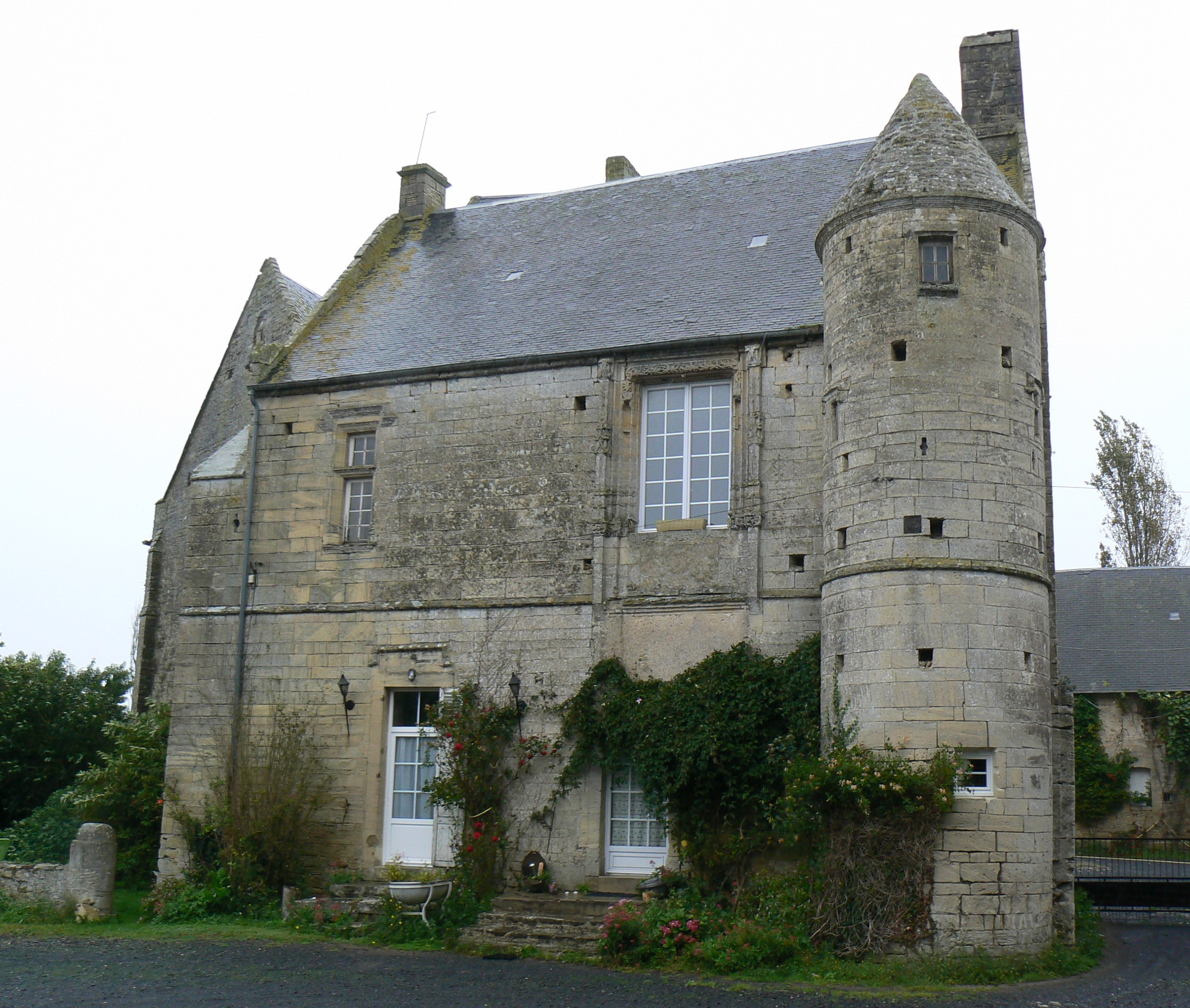
Château de Villiers-sur-Port.

Sur la falaise, à l'entrée du port est bâtie en 1694 la tour Vauban, vraisemblablement par l'architecte Benjamin de Combes, collaborateur du maréchal. Cette tour cylindrique casematée, destinée à recevoir trois pièces de canon de 24, s'inscrit dans un plan de fortification des côtes françaises mis en place à la suite de la défaite de la Hougue. Elle permet de surveiller les corsaires et prévenir les invasions anglaises. Elle est classée monument historique. Une deuxième tour similaire la surplombait, en haut de la falaise, mais celle-ci est détruite pendant la Seconde Guerre mondiale. La tour Vauban a servi de dépôt de munitions, mais a reçu un obus sur l'ouverture face à la mer et est restaurée[réf. souhaitée].
Le château de Villiers-sur-Port, du XIIIe siècle, est inscrit au titre des monuments historiques.

#### Édifices religieux

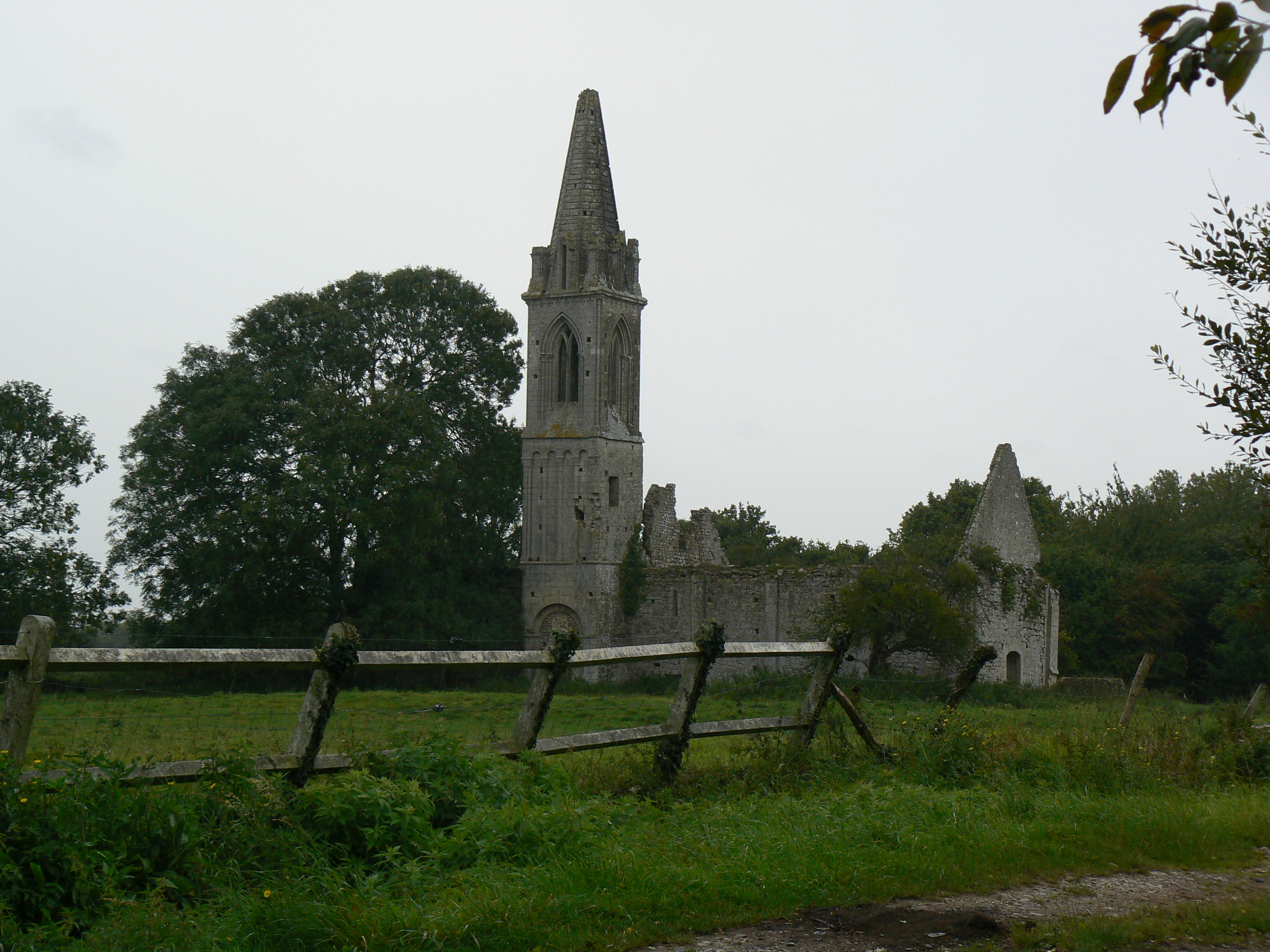
Ancienne église de Villiers-sur-Port aujourd'hui en ruines.

L'église Saint-André de Port fut construite de 1880 à 1898 par l'architecte Moutier pour remplacer l'ancien sanctuaire du XIIe siècle, la nef étant devenue trop exiguë face à l'accroissement de la population. Cinq statues et un chapiteau sont classés au titre objet aux monuments historiques.
L'église Saint-Pierre de Huppain, qui dépendait de l'abbaye de Cerisy-la-Forêt, date des XIIe et XIIIe siècles. L'église Saint-Nicolas de Villiers-sur-Port date également des XIIe et XIIIe siècles mais elle est en ruines depuis le XIXe siècle, comme l'église de Neuville du XIIIe siècle, dédiée à Notre-Dame-des-Saintes-Reliques, dont il ne reste que quelques vestiges. Les églises de Huppain et de Villiers sont classées au titre des monuments historiques,.

#### Lieux mémoriaux
Le monument aux Péris en mer.
Le musée des épaves du débarquement présente toutes sortes d'objets et véhicules trouvés dans les fonds marins au lendemain du débarquement.

### Activité et manifestations

#### Sports
L'Étoile sportive portaise fait évoluer deux équipes masculines de football en divisions de district et une féminine à 8 en départementale.
L'Entente Port-Bayeux-Bessin, club de handball, dispose d'un effectif de trois équipes seniors masculines, deux équipes seniors féminines, ainsi que douze équipes jeunes.

#### Jumelages
Saint-Pierre (France) depuis 1976.

#### Manifestations
- En août : bénédiction de la mer (hommage à la Vierge des Feux qui protège les pêcheurs). Cette fête a lieu tous les quatre ou cinq ans depuis 1908 et selon un rituel immuable. Les évêques successifs embarquent sur un chalutier portais pour bénir la mer, la flottille et honorer la mémoire  des péris en mer. Les rues, les quais et les bateaux se parent alors de milliers de fleurs en papier crépon aux multiples couleurs[74].
- Début novembre : fête du goût du large (fête de la coquille Saint-Jacques et des produits de la mer sur un week-end), organisée depuis 2003.
- Juillet-août : marché du soir le vendredi suivi d'un feu d'artifice.

### Port-en-Bessin dans les arts

#### Peinture
- Georges Seurat a peint plusieurs tableaux de la ville ou du port.
- Paul Signac, qui a résidé dans la commune, a intitulé un tableau Port-en-Bessin (1883).
- Eugène Marion, Auguste Borget, Louis-Édouard Garrido, Charles Denet, Théodore Rousseau (Dernières maisons de Port-en-Bessin, 1831) et Roland Lefranc  ont également représenté la commune dans leurs travaux.

Tableaux de Georges Seurat en 1888
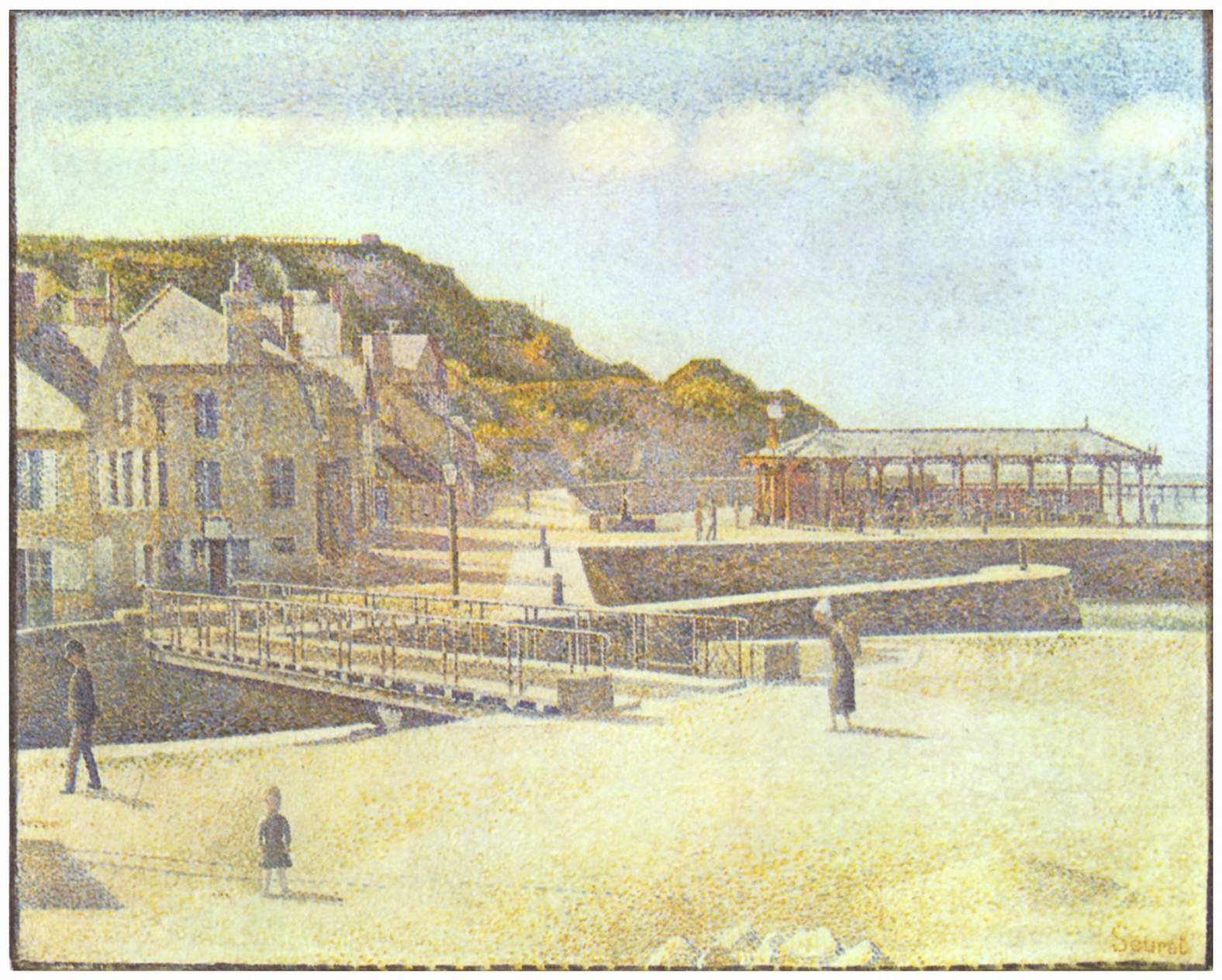
Pont et port de Port-en-Bessin Minneapolis Institute of Art.
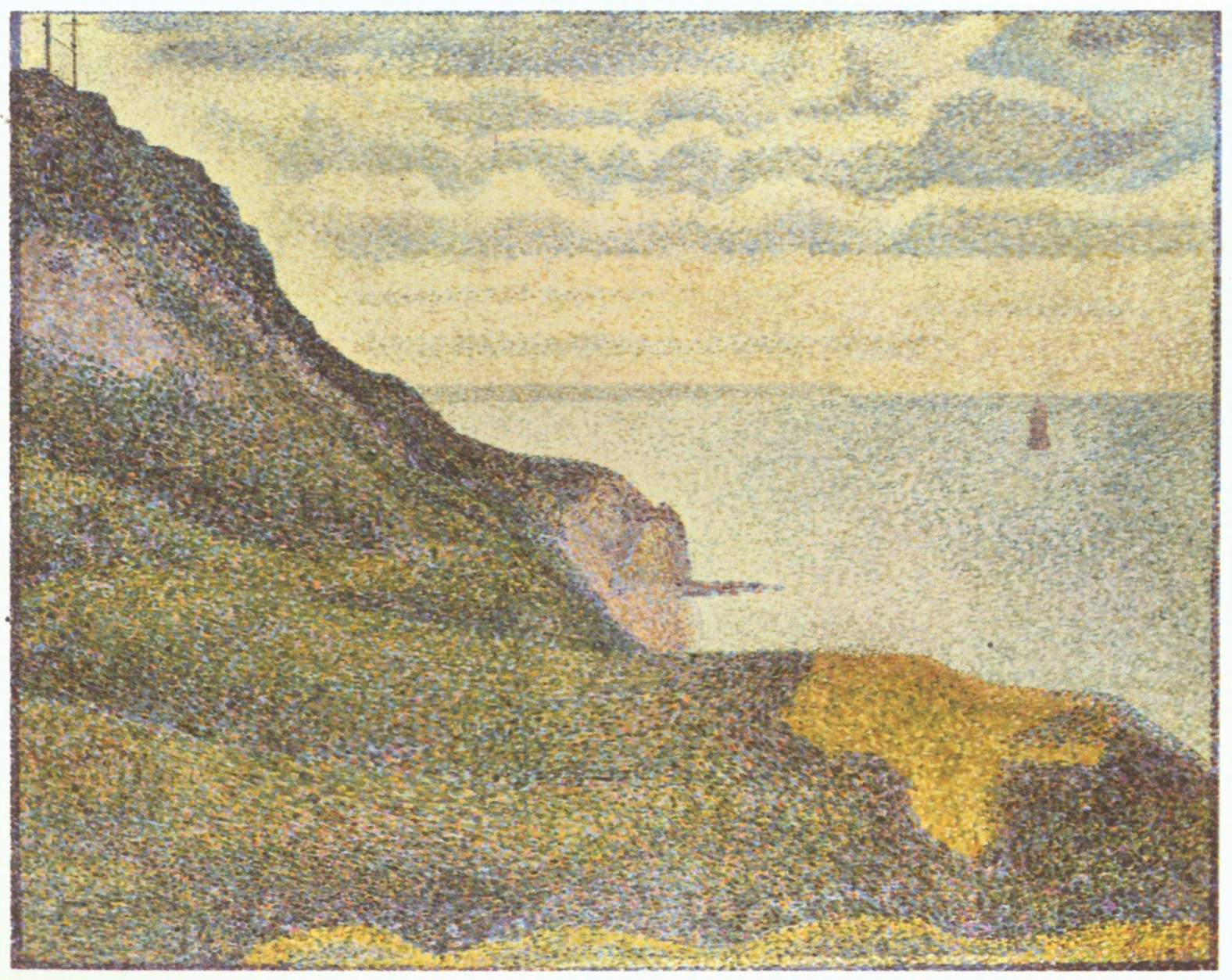
Les Grues et la percée à Port-en-Bessin National Gallery of Art, Washington.
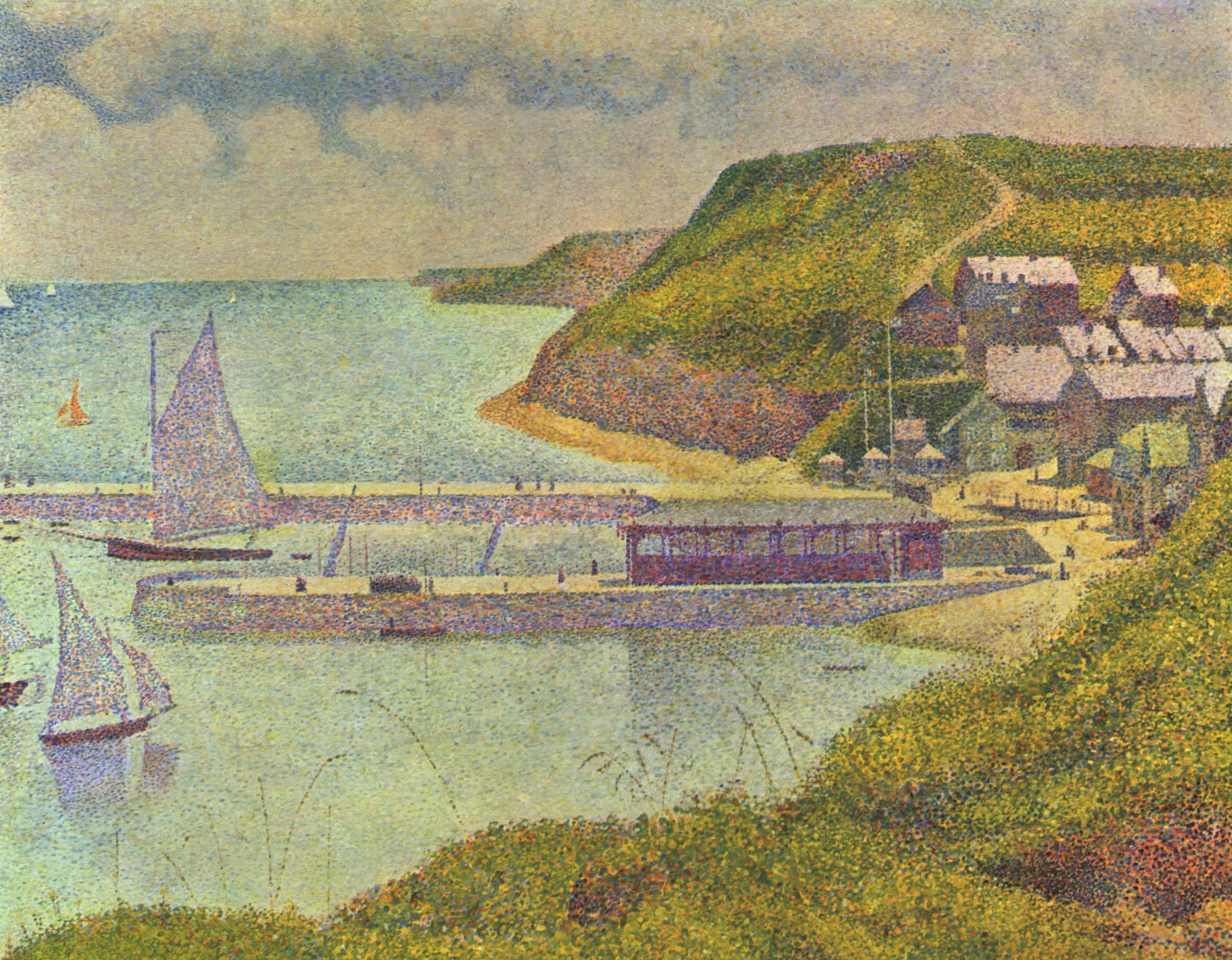
Port-en-Bessin, avant-port, marée haute musée d'Orsay.
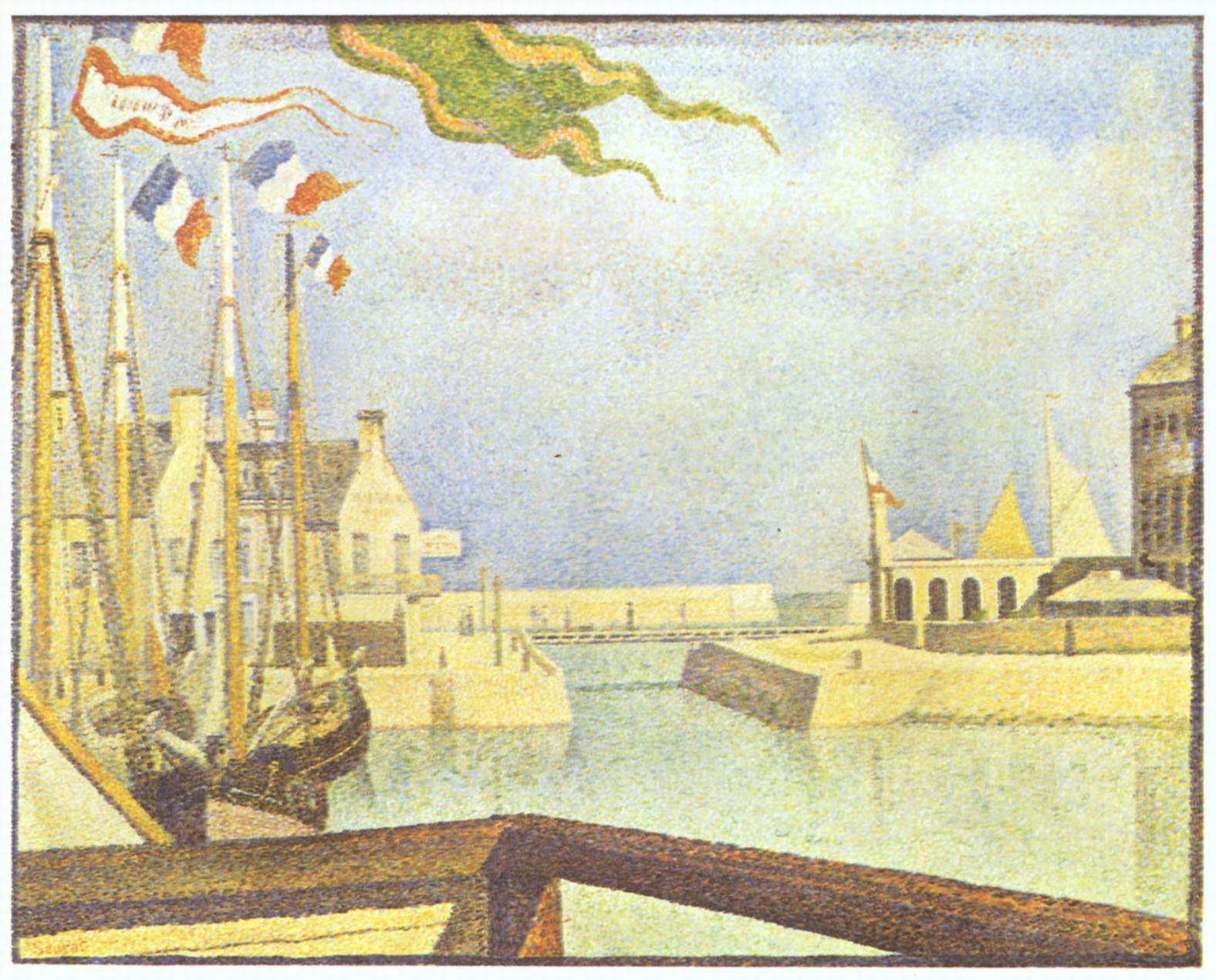
Dimanche, Port-en-Bessin musée Kröller-Müller, Otterlo.

Autres peintres du XIXe siècle
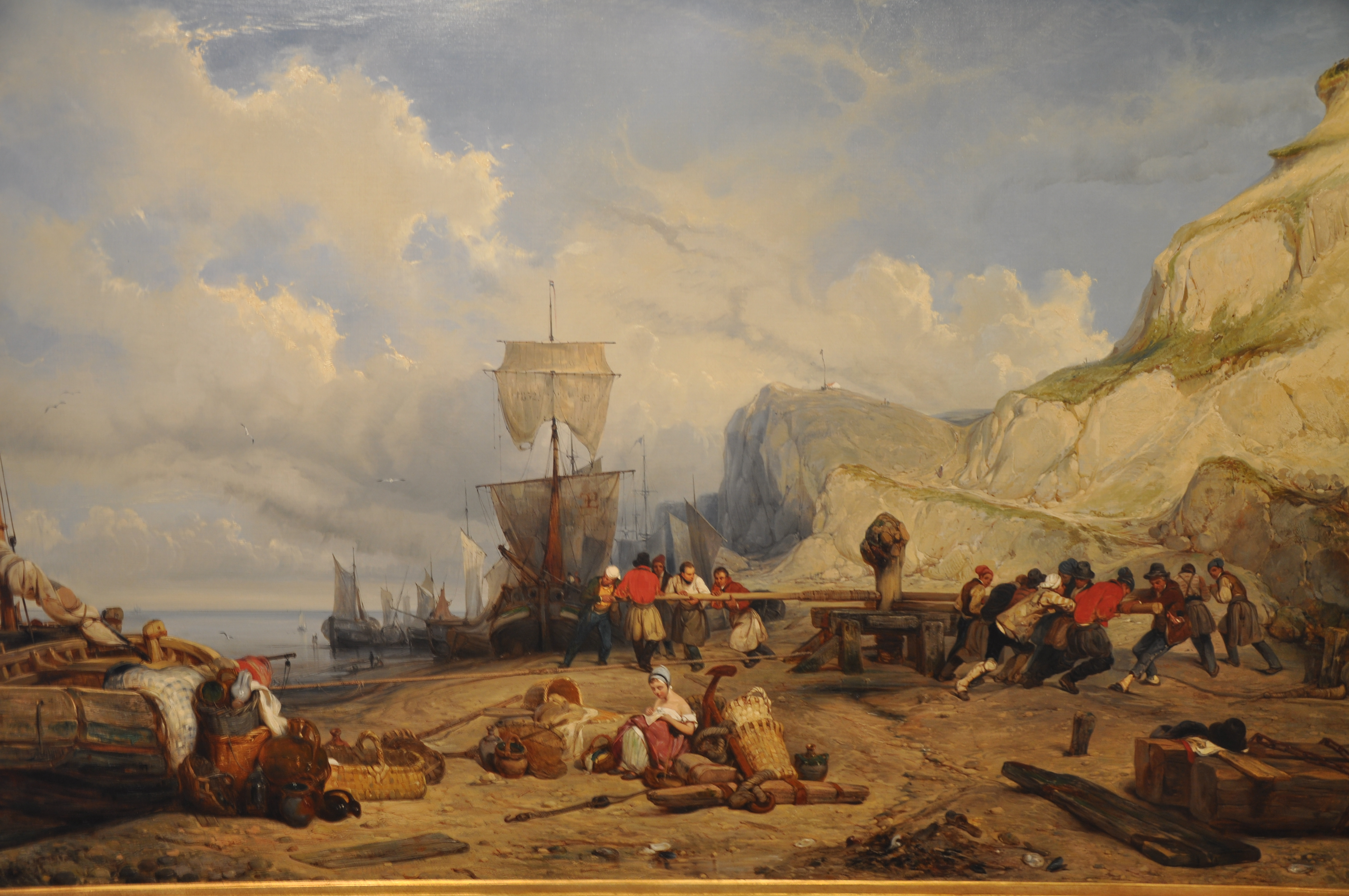
Pêcheur halant un bateau à terre Eugène Le Poittevin, 1832 musée maritime de l'Île Tatihou.
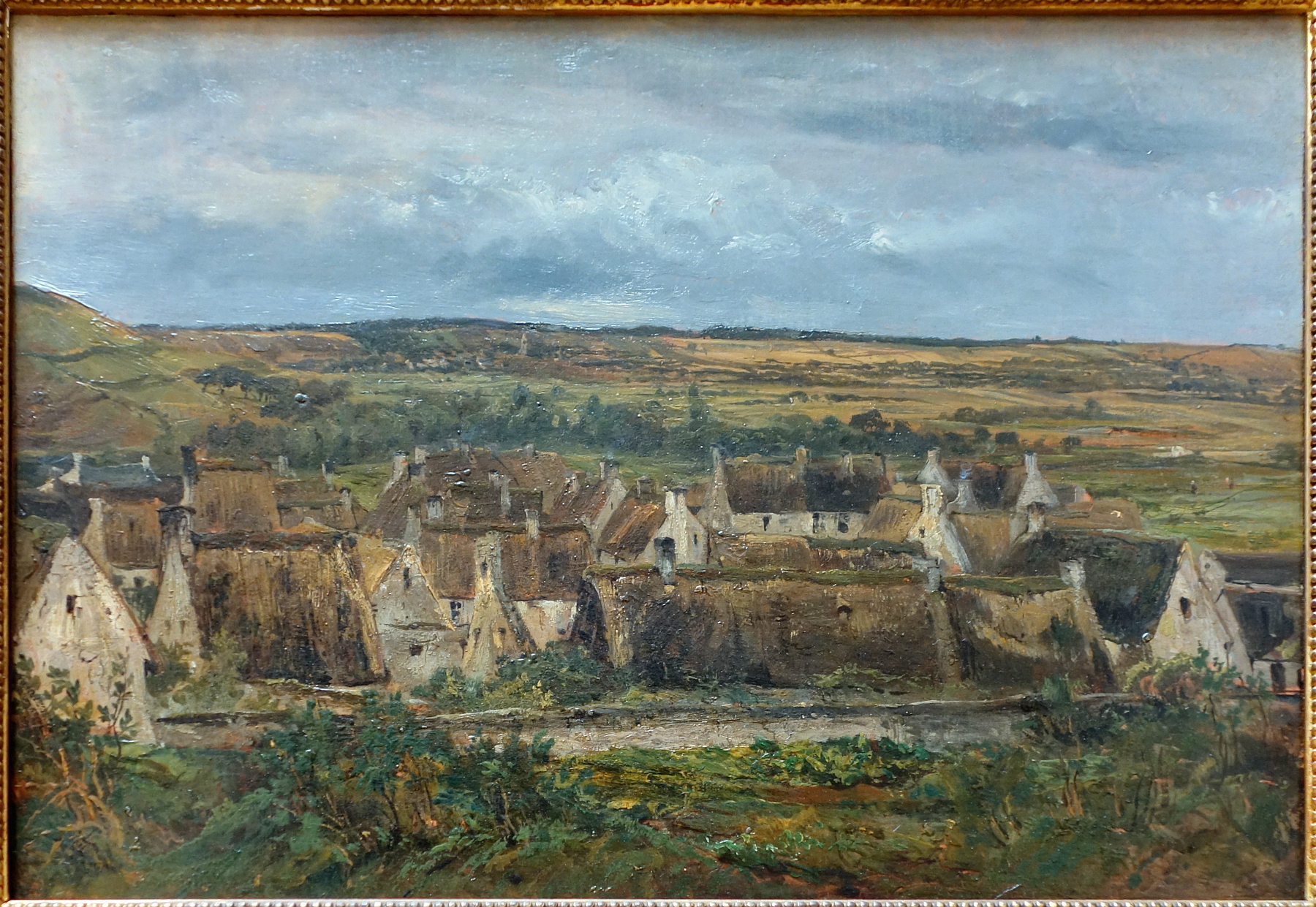
Dernières maisons de [Port-en-Bessin Théodore Rousseau, 1831 palais des Beaux-Arts de Lille.

#### Littérature
- Françoise Sagan a qualifié Port-en-Bessin de petit « Saint-Tropez normand[75] ».
- Georges Simenon a séjourné dans la commune en octobre 1937 à l'Hôtel de l'Europe où il a écrit La Marie du port, adaptée par la suite au cinéma par Marcel Carné en 1950.

#### Cinéma
Plusieurs scènes de films ont été tournées à Port-en-Bessin, comme Le Jour le plus long, dont les longues scènes de l'attaque du casino de Ouistreham : celui-ci est en réalité reconstruit à l'identique près du port de Port-en-Bessin. L'ouvrage a été entièrement détruit après le tournage du film. Dans celui-ci, on peut voir la tour Vauban.
D'autres scènes de films ont été tournées dans la commune : La Marie du port, Le Port des brumes (épisode de la série Les Enquêtes du commissaire Maigret), A Foreign Field (en) (1992), La Mort du Chinois et Angèle et Tony, réalisé en automne 2009 par Alix Delaporte, pour lequel Grégory Gadebois et Clotilde Hesme ont obtenu respectivement le César du meilleur espoir masculin et le César du meilleur espoir féminin 2012. Quelques scènes d'Un singe en hiver, de La Dentellière et de Dracula père et fils ont aussi été tournées à Port-en-Bessin.

### Personnalités liées à la commune
Auguste Thin (1899-1982), ancien poilu choisi pour désigner le soldat inconnu, a résidé dans la commune.

### Héraldique
| Armes de Port-en-Bessin-Huppain | Les armes de la commune se blasonnent ainsi : Tiercé en fasce : au 1er de gueules à la tête de crosse d'or mouvant de la partition, au 2e d'argent plain, au 3e d'azur à trois poissons contournés d'argent posés en fasce et rangés en pal, entre les deux extrémités d'un quai du même maçonnées de sable, mouvant des flancs et de la pointe de l'écu, au voilier de deux mâts contourné de sable et habillé d'argent (d'or) brochant sur le tout. |

### Devise
La devise de Port-en-Bessin est « Res nostra mare », ce qui signifie « La mer est notre métier » selon différents logiciels de traduction.